# You Really Got Me
"You Really Got Me" is een nummer van de Britse band The Kinks. Het nummer verscheen op hun debuutalbum The Kinks uit 1964. Op 4 augustus van dat jaar werd het nummer uitgebracht als de enige single van het album.

## Achtergrond
"You Really Got Me" is geschreven door zanger Ray Davies tussen 9 en 12 maart 1964. Het ontstond op de piano en had oorspronkelijk een meer jazzachtig gevoel, maar het groeide uit tot een stevig rocknummer. Ray vertelde hierover: "Toen ik ["You Really Got Me"] bedacht, was ik nog niet lang bezig met liedjesschrijven. Het is een van de eerste vijf die ik heb bedacht." Hij raakte geïnspireerd voor het nummer door een meisje dat hij op de dansvloer zag terwijl hij speelde met zijn eerdere band, de Dave Hunt Band.
In de lente van 1964 speelde Davies "You Really Got Me" voor het eerst op de piano tijdens een fotoshoot. Het was bedoeld als rustig nummer, maar toen hij het voor het eerst speelde voor zijn broer Dave, de gitarist van de band, bedacht Dave dat de riff veel krachtiger zou klinken op de gitaar. Ray vertelde over deze verandering: "Ik wilde dat het meer een jazznummer zou worden, omdat ik daar toen van hield. Het werd geschreven rond de saxofoon... Dave speelde de saxofoonlijn op zijn gitaar en het bracht het nummer een stap verder."
In 1998 vertelde Ray dat hij "You Really Got Me" schreef als eerbetoon aan bluesmuzikanten als Lead Belly en Big Bill Broonzy, terwijl Dave de jazzmuzikanten Gerry Mulligan en Jimmy Giuffre als inspiraties noemde. Manager Larry Page vertelde dat de riff ontstond nadat de band "Louie Louie" van The Kingsmen probeerde te spelen.

## Opname
The Kinks namen "You Really Got Me" tweemaal op in de zomer van 1964. De eerste opname in juni klonk langzamer dan de uiteindelijke single, terwijl de gitaar bijna niet te horen was. Platenlabel Pye Records weigerde echter om een tweede opnamesessie te betalen, aangezien de eerste twee singles van de band de hitlijsten niet hadden gehaald. Ray Davies wilde het nummer echter niet promoten tenzij de band het opnieuw mocht opnemen. Uiteindelijk werd de tweede opname in juli betaald door het management van de groep. Deze versie verscheen als single.
Lange tijd ging het gerucht dat de gitaarsolo werd gespeeld door Jimmy Page, destijds een belangrijke studiomuzikant die later bekend werd als gitarist van The Yardbirds en Led Zeppelin. Page speelde wel mee op een aantal nummers van The Kinks, maar ontkende altijd dat hij te horen was op "You Really Got Me". De solo werd daadwerkelijk gespeeld door Dave Davies.

## Inhoud
"You Really Got Me" is de eerste hitsingle waar powerakkoorden in voorkomen. Het wordt sindsdien gezien als een van de eerste invloeden op de heavy metal, alhoewel Dave Davies die term niet bij hem vindt passen: "als je het op een ukelele had gespeeld, was het niet zo krachtig". De tekst van het nummer gaat over lust en seks, en werd door Dave beschreven als "een liefdeslied voor kinderen van de straat. Ze gaan niet met je dineren, zelfs niet als ze weten hoe ze je lekker kunnen maken. Ze zeggen: ik wil je, kom hier."
De Amerikaanse gitarist G.E. Smith verklaarde dat de openingsakkoorden van "You Really Got Me" voor hem een reden waren om zijn leven aan de gitaar te wijden. "Toen ik die voor het eerst hoorde begreep ik: dit is het dus".

## Uitgave en successen
Op 4 augustus 1964 bracht de band "You Really Got Me" uit als hun derde single. Het steeg in rap tempo naar de eerste plaats in de Britse hitlijsten, waarmee het de eerste nummer 1-hit van de groep werd. Volgens Ray Davies was de vraag zelfs zo groot dat Pye Records al hun andere singles moest laten vallen zodat er enkel kopieën van "You Really Got Me" konden worden gedrukt. Door het succes in het Verenigd Koninkrijk werd het in de Verenigde Staten versneld als single uitgebracht. Het bereikte uiteindelijk de zevende plaats in de Amerikaanse Billboard Hot 100. Later dat jaar verscheen het nummer op het debuutalbum The Kinks, terwijl de Amerikaanse versie van dit album de titel You Really Got Me meekreeg. Er waren plannen om nieuwe versies van het nummer op te nemen in het Frans, Duits, Spaans en Japans, maar deze versies werden nooit opgenomen.
The Kinks hergebruikten het distortioneffect uit "You Really Got Me" in vele van hun volgende singles, waaronder "All Day and All of the Night", "Tired of Waiting for You" en "Set Me Free". In 1999 werd het nummer opgenomen in de Grammy Hall of Fame. Het tijdschrift Rolling Stone zette het op plaats 82 in hun lijst The 500 Greatest Songs of All Time en op de vierde plaats van de honderd beste gitaarnummers ooit.
The Kinks speelden "You Really Got Me" vaak tijdens liveoptredens. In 1980 verscheen een versie op het livealbum One for the Road. Na het succes van de liveversie van "Lola", afkomstig van hetzelfde album, werd deze versie in de Verenigde Staten als single uitgebracht. De liveopname wist de hitlijsten echter niet te bereiken.

## NPO Radio 2 Top 2000
| Nummer met noteringen in de NPO Radio 2 Top 2000 | '99 | '00 | '01  | '02  | '03  | '04  | '05  | '06  | '07  | '08  | '09  | '10  | '11  | '12  | '13  | '14  | '15  | '16  | '17  |
| ------------------------------------------------ | --- | --- | ---- | ---- | ---- | ---- | ---- | ---- | ---- | ---- | ---- | ---- | ---- | ---- | ---- | ---- | ---- | ---- | ---- |
| You Really Got Me (The Kinks)                    | 861 | 503 | 1289 | 1173 | 1392 | 1162 | 1396 | 1378 | 1527 | 1347 | 1048 | 1255 | 1131 | 1255 | 1050 | 1324 | 1394 | 1612 | 1842 |

1. ↑  Een vetgedrukt getal geeft de hoogste notering aan.
2. ↑  Deze tabel is bijgewerkt tot en met de laatste editie (2024).

## Cover van Van Halen
In 1978 bracht de Amerikaanse band Van Halen een cover van "You Really Got Me" uit op hun debuutalbum Van Halen. Op 28 januari van dat jaar brachten zij het tevens uit als hun debuutsingle. Deze versie werd vaak gedraaid op de radio, waardoor de band, net als The Kinks veertien jaar eerder, een goede start van hun carrière kende. De beslissing om het als single uit te brengen kwam na een ontmoeting tussen gitarist Eddie Van Halen en de band Angel. Eddie liet de leden van Angel een demoversie van het nummer horen, waarop Angel een eigen cover van het nummer wilde uitbrengen voordat Van Halen dit kon doen. Als resultaat werd de versie van Van Halen versneld als single uitgebracht.
Eddie Van Halen was teleurgesteld dat "You Really Got Me" werd gekozen als de eerste single van de band, aangezien het een cover was. Desondanks behaalde het plaats 36 in de Amerikaanse Billboard Hot 100, terwijl ook in Australië en Canada de hitlijsten werden bereikt. In Nederland bereikte de single tevens de vijftiende positie in de Tipparade.

### NPO Radio 2 Top 2000
You Really Got Me (Van Halen) stond alleen in 2020 in de NPO Radio 2 Top 2000, op plek 1874.